# John Galliano
Juan Carlos Antonio Galliano (Gibraltar, 28 november 1960) is een Britse modeontwerper. 

## Biografie
Zijn moeder is Spaans en zijn vader komt uit Gibraltar. Galliano verhuisde als kind in 1966 naar Londen.  Hij heeft twee zussen. Alle drie werden ze door hun ouders katholiek opgevoed. Hij studeerde mode aan het Londense Central Saint Martins College of Art and Design waar hij in 1984 afstudeerde. In 1991 verhuist Galliano naar Parijs, waar hij het financieel zwaar heeft tot hij wordt geholpen door Anna Wintour, hoofdredactrice van de Amerikaanse Vogue. In 1995 werd hij aangesteld als hoofdontwerper van Givenchy en in oktober 1996 werd hij, in dienst van LVMH, verantwoordelijk voor de couture van het huis Dior.
Galliano's stijl is te herkennen aan de vele historische en theatrale referenties.
In februari 2011 werd Galliano op non-actief gesteld nadat hij beschuldigd werd van mishandeling. Op 1 maart 2011 werd Galliano door Dior op staande voet ontslagen, na het uitlekken van een amateurvideo uit december 2010 waarin te zien was dat hij zich, zwaar aangeschoten in een Parijse bar, antisemitisch uitliet tegen Joodse bezoekers door te zeggen dat hun grootouders vergast hadden moeten worden. Hij zei: 'Dirty Jewish face, I will kill you. People like you would be dead. Your mothers, your forefathers, would all be f***ing gassed.' Tevens zei hij van Hitler te houden.
12 januari 2015 maakt Galliano zijn comeback bij Maison Martin Margiela, ooit opgericht door Martin Margiela.
Galliano heeft een langdurige relatie met stylist Alexis Roche.